# Garhmukteshwar
Garhmukteshwar (hindi गढ़ मुक्तेश्वर) – miasto w północnych Indiach w stanie Uttar Pradesh, na Nizinie Hindustańskiej.
Populacja miasta w 2001 roku wynosiła 33 432 mieszkańców.
Do 28 sierpnia 2011 roku Garhmukteshwar znajdował się w dystrykcie Ghaziabad. Jednak tego dnia utworzono wytyczono nowy dystrykt Panchsheel Nagar, w którym znalazło się również miasto Garhmukteshwar.